# Amani-nataki-lebte

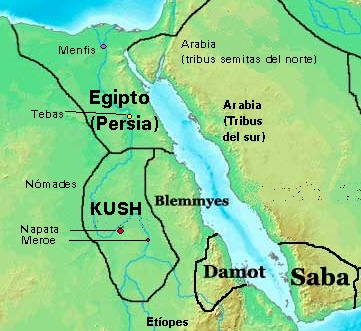
Mapa de Kush, s.VI/V a. C.

Amani-nataki-lebte fue rey de Kush (Nubia) entre los años 538 a. C. - 519 a. C., del llamado período Napata. Otras grafías de su nombre son: Amaninatakilebte, Amaninatakelebte, Netaklatathamen.

## Biografía
Fue hijo del rey Analmaye, quien reinó entre el 542 y el 538 a. C. y a su muerte le sucedió en el trono. Tomó el nombre real de AachepeRe ("Re es aquel cuyas manifestaciones son grandes"). No se conoce el nombre de Horus, lo que es común en el período.

Mapa de Napata.

Durante su reinado se produjo la invasión de Egipto por el rey persa Cambises II.
Conquistado rápida y brutalmente Egipto, Cambises envió espías a Meroe. Según Heródoto, Cambises envió para la supuesta embajada a "Ictiófagos", habitantes de la costa del mar Rojo (en la latitud de Elefantina) que hablaban la lengua kushita. Llevaban como presentes un vestido de púrpura, un collar de oro, brazaletes, un bote de alabastro con ungüentos, y vino fenicio. 
Amani-nataki-lebte no se engañó al respecto. Trató con desprecio los regalos y dio la siguiente respuesta:
«Ni ese rey de los Persas los envía con esos presentes para honrarse de ser mi amigo y huésped, ni vosotros decís la verdad pues, lo entiendo claramente, venís como espías. El no tiene nada de príncipe justo y hombre recto, pues de serlo, no desearía más imperio que el suyo, ni intentaría sojuzgar a los pueblos que en nada le han ofendido. Para abreviar, entregadle de mi parte este arco que tenso, y dadle esta respuesta formal: Le aconsejo al rey de los Persas en nombre de la paz, que no nos haga la guerra fiado en el número de vasallos en que es tan superior sino sólo cuando vea que sus Persas encorvan arcos de este tamaño con tanta facilidad como yo ahora doblo éste; y que mientras no los vea capaces de hacerlo, dé muchas gracias a los dioses por no inspirar a nuestro pueblo el deseo de hacer nuevas conquistas.»
Cambises, al recibir el mensaje, furioso por la respuesta, sin dilación ni provisión de bastimentos, destacó sus mejores hombres (unos 50 000 según el historiador griego) contra los amonios del Oasis de Siwa, y con el grueso de sus tropas marchó contra Kush.
El primer ejército fue «tragado» por el desierto, y se lo recuerda como el «Ejército perdido de Cambises». La segunda operación no fue tan desastrosa pero tampoco alcanzó sus objetivos. 
A una quinta parte del trayecto se le acabaron los víveres, con lo que tuvieron que sobrevivir en el terreno. Continuando el avance llegaron a los arenales, y ante el hambre, según Heródoto, las tropas llegaron a «diezmar» (sortear uno de cada diez hombres para alimentarse). Cambises dio fin a la campaña y retrocedió a Tebas con numerosas bajas. 
Si bien Heródoto plantea que la invasión fracasó por completo, los registros persas indican que al menos la parte norte del país fue efectivamente ocupada.
Amani-nataki-lebte murió en 519 a. C. y le sucedió su hijo Karkamani. Fue enterrado en la necrópolis de Nuri. Su pirámide es la clasificada como N.º 10. En su tumba se encontró un cilindro de oro, un espejo de plata con incrustaciones de oro, de 14 × 17,8 cm, con la imagen de un papiro y un pectoral de oro con la imagen de una Isis alada (Museum of Fine Arts, Boston).

### Imágenes
- Figura funeraria de la tumba de Amani Nataki Lebte
- Espejo de plata, tumba de Amani Nataki Lebte Archivado el 27 de mayo de 2008 en Wayback Machine.
- Idem, Museo of Fine Arts, Boston (enlace roto disponible en Internet Archive; véase el historial, la primera versión y la última).

| Predecesor: (Período Napata) - Analmaye | Rey de Kush Período Napata | Sucesor: Karkamani - (Período Napata) |

- Datos: Q454391